# Alexandra Baldeh Loras
Alexandra Baldeh Loras (Paris, 16 de janeiro de 1977) é uma apresentadora de televisão e jornalista francesa. É casada com o diplomata Damien Loras, que já foi consul da França em São Paulo, indicado diretamente por Nicolas Sarkozy.

## Biografia e carreira
Alexandra nasceu em Paris. É filha de mãe francesa e pai gambiano.
Empresária, consultora de empresas e autora de livros, atuou por mais de 20 anos na área de transformação pessoal e empresarial e é fundadora da Fórum Protagonismo Feminino.
Alexandra contribuiu com companhias de tecnologia da informação e comunicação como a IBM France, TF1 e France Télévisions.
Em 2010, lançou o livro intitulado Beauté Noire (Ed. ENCRE), uma coletânea de dicas de beleza para mulheres negras.
Em 2012 obteve seu mestrado em Gestão de Mídias pelo Institut d’études politiques de Paris (Sciences Po).
Atualmente, trabalha com líderes empresariais para criar um clima mais equilibrado nas organizações, onde a conscientização sobre diversidade de gênero e de raça é tão importante quanto a prosperidade do negócio.
No Brasil, trabalha também com promoção de obras de arte.
Conduziu palestras para mais de 10.000 homens e mulheres no mundo todo, desde TedxCannes e TEDxSaoPaulo até as maiores corporações internacionais, como Google, JP Morgan e Bloomberg. Seu trabalho é focado no desenvolvimento de liderança consciente para catalisar a transformação organizacional sobre diversidade e empoderamento feminino.
Alexandra é embaixadora da Afroeducação, do PlanoDeMenina.com.br, das Meias do Bem, e do Programa Raízes do Museu Afro Brasil.

## Televisão
Alexandra Baldeh Loras começou sua carreira na televisão em 2007, como apresentadora do especial de Revéllion, La nuit des ceintures d’or. Ainda no mesmo ano, foi chamada pela rede Equidia para co-apresentar o programa Théma, ao lado do jornalista Pascal Hernandez.
Em 2008 foi contratada pela emissora TF1 para produzir o especial musical “On a tous dans le coeur”, para o qual entrevistou celebridades como Liza Minnelli e Annie Lennox. No ano seguinte estrelou como apresentadora do programa semanal, Chabada, da France 3, co-apresentado por Daniela Lumbroso.
Em 2010, Alexandra apresentou ao lado do jornalista Ahmed El Kely, a edição especial de 14 de julho do talk show Toutes les France, em comemoração aos 50 anos de independência dos países africanos e a estreia do canal FranceÔ.

## Artes
Artista por natureza, seu envolvimento com a arte e a música estão presentes em sua formação e carreira.
Estudou na Corcoran School of Art, de Washington DC, passou por cursos de técnicas vocais e canto lírico nos Conservatoire d’Art Dramatique et Du Mime Marceau e Paris 18éme, e tomou aulas de atuação na École Superieur Du Spectacle de Paris.
Em 2003 participou do single La Kookaracha, de Natur’al e Lucia.

## Brasil
Quando o marido se tornou consul da França em São Paulo, em outubro de 2012, Alexandra acompanhou a organização de diversas ações do consulado geral da França.
Entre os eventos organizados estão a recepção “One Day in Paris”, realizada em 26 de fevereiro, na residência consular da França, que deu início às atividades da Associação das Consulesas de São Paulo (ACONSP) de 2013.
Em março de 2013, o marido recepcionou o evento que reuniu a seção brasileira do Conselho de Comércio Exterior Francês, e teve o ex-presidente brasileiro, Luís Inácio “Lula” da Silva, como convidado de honra.
Além da presidência da ACONSP, Alexandra integra o conselho orientador da Professional Women’s Network São Paulo.
Em 2013 recebeu o Prêmio Mulher Destaque da Organização Brasileira das Mulheres Empresárias.

## Televisão
- France 3 (canal pertence a France Télévisions)

Chabada (2009)
- FranceÔ

Toutes les Frances (2010)
- TF6 / Trésor TV

Mon Stage de Rêve (2010)
- TF1 / Telfrance

On a tous dans le coeur (2008)
- Equidia

Théma (2007 – 2008)
- Arryadia TV

La nuit des ceintures d’or (2007, 2008, 2009)

## Discografia
- 2011 – Single La Kookaracha de Natur’All